# Vahit
Vahit ist ein türkischer männlicher Vorname arabischer Herkunft mit der Bedeutung „einzigartig, einmalig, einzeln“. Die arabische Form des Namens ist Wahid (arabisch وحيد) und als al-Wahid (arabisch الوحيد) einer der 99 Namen Gottes.

## Namensträger
- Vahit Melih Halefoğlu (1919–2017), türkischer Diplomat und Politiker
- Vahit Kirişci (* 1960), türkischer Landwirtschaftsingenieur und Politiker